# Санто Стефано ди Камастра
Санто Стефано ди Камастра (итал. Santo Stefano di Camastra) је насеље у Италији у округу Месина, региону Сицилија.
Према процени из 2011. у насељу је живело 4392 становника. Насеље се налази на надморској висини од 85 м.

## Становништво
Према резултатима пописа становништва 2011. у општини је живело 4.674 становника.
| 1931. | 1936. | 1951. | 1961. | 1971. | 1981. | 1991. | 2001. | 2011. |
| ----- | ----- | ----- | ----- | ----- | ----- | ----- | ----- | ----- |
| 5.757 | 6.023 | 6.808 | 6.370 | 5.235 | 5.351 | 5.194 | 4.653 | 4.674 |